# Ерленбах (Баден-Вюртемберг)
Ерленбах (нім. Erlenbach) — громада в Німеччині, знаходиться в землі Баден-Вюртемберг. Підпорядковується адміністративному округу Штутгарт. Входить до складу району Гайльбронн.
Площа — 12,73 км2. Населення становить 5129 ос. (станом на 31 грудня 2020).